# Entre Punta Cana y Montecarlo
Entre Punta Cana y Montecarlo es el sexto EP del grupo español Fangoria. Fue lanzado únicamente como merchandising de la gira Lámparas y xilófonos el 12 de mayo de 2008. Está compuesto por cuatro versiones: «Flash» de La Prohibida, «Supertravesti» de Nancys Rubias, «La mosca muerta» y «Huracán mexicano» de Alaska y Dinarama.

## Antecedentes
Durante la grabación de los comentarios para el álbum en directo ¡Viven!, el grupo reflexionó sobre su deseo de realizar modificaciones sustanciales en los conciertos, especialmente en lo que respecta a la escenografía. A pesar de su intención inicial de esperar a sacar el nuevo disco antes de retomar los conciertos, decidieron finalmente posponer unos meses, aunque esa "pausa" no fue tan prolongada como esperaban debido a compromisos como los de Punta Cana y Mónaco, que les mantuvieron activos en los escenarios. 
A pesar de la satisfacción con el resultado de la gira Blanco y Negro, el grupo se vio rápidamente fatigado de todo. Así como El extraño viaje revisitado (2007), consideraron que La Extraña Gira también merecía una relectura. En sus primeras deliberaciones, tenían claro que querían incorporar lámparas grandes y ostentosas, una idea promovida especialmente por Nacho, aunque afortunadamente la idea de los jarrones parece haberse desvanecido. Pronto la propuesta se expandió a utilizar dos tipos de lámparas. Esta división les evocaba una estética menos vinculada al tradicional concierto de rock, acercándolos más a una obra teatral o una revista, lo que les brindaba la oportunidad de hacer una pausa para comentar entre ellos, aunque las prisas del constante cambio de modelos de vestuario dejaban poco margen para ello. En cuanto al repertorio, decidieron incluir canciones de Fangoria que no tocaban desde hacía mucho tiempo, además de hacer versiones de otros artistas, un campo que sentían algo abandonado y que les permitía hacer una declaración de principios. 

## Desarrollo y lanzamiento
Dos de las versiones fueron de artistas que admiraban profundamente y dos más correspondían a auto-versiones de temas de sus formaciones anteriores. "Supertravesti", fue una forma de rendir homenaje a las Nancys Rubias, un tema que, según indicaron, debió haber sido grabado por Fangoria. «Flash», por otro lado, fue una de sus canciones favoritas, interpretada por La Prohibida, a quien consideraban una estrella a la que han visto crecer y desarrollarse. Este tema representaba su tributo a la figura de la cantante internacional.
Las dos auto-versiones seleccionadas fueron «La mosca muerta», un tema que deseaban revivir para aprovechar la habilidad de los dos guitarristas en vivo, y «El huracán mexicano», inspirado en una experiencia vivida durante un verano con un grupo de rueguetón travesti que actuó en los intermedios de sus conciertos de 2007. Además, aprovecharon la ocasión para actualizar la letra, que de alguna manera es una autobiografía, una idea que tomaron prestada de un clásico de Celia Cruz.
La cita escogida para este EP es: «Un artista es aquel que produce cosas que la gente no necesita; pero que él, por alguna extraña razón, cree que es buena idea ofrecérselas», frase de Andy Warhol extraída su libro titulado La filosofía de Andy Warhol: de A a B y de B a A. publicado en 1975.

## Lista de canciones
| N.º | Título             | Escritor(es)                                           | Productor(es)               | Duración |  |
| 1.  | «Flash»            | Rafael Monsalve Pablo Sycet Ignacio Canut La Prohibida | Spam                        | 3:47     |  |
| 2.  | «La mosca muerta»  | Canut Bazoka Nut Juan Carlos Moreno                    | Fangoria Juan Carlos Moreno | 2:13     |  |
| 3.  | «Supertravesti»    | Canut Nut                                              | Fangoria Moreno             | 3:51     |  |
| 4.  | «Huracán mexicano» | Carlos G. Berlanga Canut                               | Fangoria Moreno             | 3:07     |  |

## Créditos y personal
- Productor ejecutivo: Mario Vaquerizo.
- Jefe de producto: Miguel A. Sánchez.
- Dirección de arte: Salvador Alimbau.
- Grafismo: Alimbau Pavilion.